# Herb Gozdnicy
Herb Gozdnicy – jeden z symboli miasta Gozdnica w postaci herbu.

## Wygląd i symbolika
Herb przedstawia w białej (srebrnej) tarczy herbowej zielony pień ściętego drzewa liściastego, z którego wyrastają dwie gałęzie z zielonymi liśćmi. Na pniu siedzi czarny ptak.
Herb nawiązuje do początków Gozdnicy, która powstała pod koniec XIII wieku jako osada drwali.

## Historia
Najstarszy zachowany wzór herbu miejskiego z 1633 przedstawia drwala z siekierą na ramieniu. Kolejny, z 1800 roku, zawiera już te same elementy co herb obecny, jednakże o nieco uproszczonym rysunku. Herb przedwojenny z ok. 1930 roku był podstawą do opracowania obecnie używanego wzoru.

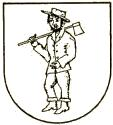
Herb z 1633
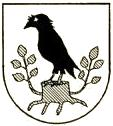
Herb z ok. 1800
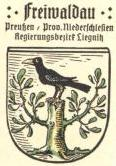
Herb z ok. 1930